# Brignoliella bicornis
Brignoliella bicornis là một loài nhện trong họ Tetrablemmidae.
Loài này thuộc chi Brignoliella. Brignoliella bicornis được Eugène Simon miêu tả năm 1893.